# Вороновский, Анатолий Владимирович
Анатолий Владимирович Вороновский (род. 28 декабря 1966, Баку, Азербайджанская ССР, СССР) — российский политический деятель, депутат Государственной думы VIII созыва от партии «Единая Россия» (с 2021 года). Заместитель губернатора Краснодарского края в 2017—2021 годах.

## Биография
Анатолий Вороновский родился 28 декабря 1966 года в Баку, столице Азербайджанской ССР. В 1988 году он окончил Каспийское высшее военно-морское училище имени С. М. Кирова (Азербайджанское высшее военно-морское училище), в 2004 — Северо-Кавказскую академию государственной службы (Южно-Российский институт управления, филиал Российской академии народного хозяйства и государственной службы при президенте РФ в Ростове-на-Дону) по специальности «государственное и муниципальное управление».
В 1988—1998 годах Вороновский служил на Северном флоте, сначала в частях разведки, а затем во флотском управлении в Мурманске. В 1998—2000 годах служил в отделе собственной безопасности и борьбы с коррупцией Управления Федеральной службы налоговой полиции России по Мурманской области, в 2000—2002 годах был начальником отдела по делам гражданской обороны и чрезвычайным ситуациям администрации Усть-Лабинского района Краснодарского края, в 2002—2005 годах — начальником управления по делам гражданской обороны и чрезвычайным ситуациям, казачества и хозяйственным делам в том же районе.
В 2005 году Вороновский был избран главой городской администрации Усть-Лабинска. В 2008 году назначен главой Староминского района, в 2009 — главой Усть-Лабинского района Краснодарского края. В 2015 году стал заместителем руководителя департамента транспорта Краснодарского края, позже возглавил департамент. В 2016 году стал министром транспорта и дорожного хозяйства Краснодарского края, в 2017 — заместителем главы администрации региона. В 2020—2021 годах был советником губернатора края Вениамина Кондратьева.
19 сентября 2021 года участвовал в выборах Государственной думы VIII созыва по партийным спискам от «Единой России» По результатам распределения мест в Думу не прошел, но 29 сентября 2021 года получил вакантный депутатский мандат по партийному списку. Стал членом комитета по транспорту и развитию транспортной инфраструктуры.
Из-за нарушения территориальной целостности и независимости Украины во время российско-украинской войны находится под персональными международными санкциями разных стран — всех государств Евросоюза, Канады, США, Швейцарии, Австралии, Великобритании, Новой Зеландии, Японии, Украины.